# TOEFL
Test of English as a Foreign Language (TOEFL) är ett standardiserat test som i första hand är avsett att mäta språkförmågan hos studenter med engelska som främmande språk som söker till engelskspråkiga universitet och högskolor. TOEFL är ett av två dominerande engelska-test som godkänns av en majoritet engelskspråkiga akademiska och professionella organisationer; det andra är IELTS (International English Language Testing System).
TOEFL-testet utvecklades i början av 1960-talet av Center for Applied Linguistics vid Stanford University , och administreras sedan 1964 av den ideella organisationen Educational Testing Service, ETS.
Sedan introduktionen av internetbaserade test (TOEFL iBT) år 2005 har dessa gradvis ersatt tidigare datorbaserade test (CBT, som upphörde 2006) och pappersbaserade test (PBT), även om de senare fortfarande förekommer.
TOEFL är utformat som ett fyratimmars test, uppdelad på fyra sektioner: Läsförståelse (Reading), hörförståelse (Listening), muntlig förmåga (Speaking) och skrivande (Writing).